# Ноленсвілл (Теннессі)
Ноленсвілл (англ. Nolensville) — місто (англ. town) в США, в окрузі Вільямсон штату Теннессі. Населення — 13 829 осіб (2020).

## Географія
Ноленсвілл розташований за координатами 35°57′36″ пн. ш. 86°40′31″ зх. д. / 35.96000° пн. ш. 86.67528° зх. д. (35.959956, -86.675194).  За даними Бюро перепису населення США в 2010 році місто мало площу 19,27 км², уся площа — суходіл. В 2017 році площа становила 23,59 км², уся площа — суходіл.

## Демографія
Згідно з переписом 2010 року, у місті мешкала 5861 особа в 1831 домогосподарстві у складі 1628 родин. Густота населення становила 304 особи/км².  Було 1908 помешкань (99/км²).
Расовий склад населення:
| - 85,5 % — білих - 6,3 % — азіатів - 5,3 % — чорних або афроамериканців - 0,2 % — корінних американців |

До двох чи більше рас належало 2,1 %. Частка іспаномовних становила 2,8 % від усіх жителів.
За віковим діапазоном населення розподілялося таким чином: 35,2 % — особи молодші 18 років, 59,4 % — особи у віці 18—64 років, 5,4 % — особи у віці 65 років та старші. Медіана віку мешканця становила 35,1 року. На 100 осіб жіночої статі у місті припадало 98,8 чоловіків;  на 100 жінок у віці від 18 років та старших — 94,6 чоловіків також старших 18 років.
Середній дохід на одне домашнє господарство  становив 122 945 доларів США (медіана — 108 859), а середній дохід на одну сім'ю — 127 833 долари (медіана — 111 048). Медіана доходів становила 89 679 доларів для чоловіків та 51 983 долари для жінок. За межею бідності перебувало 4,8 % осіб, у тому числі 7,0 % дітей у віці до 18 років та 0,0 % осіб у віці 65 років та старших.
Цивільне працевлаштоване населення становило 3012 осіб. Основні галузі зайнятості: освіта, охорона здоров'я та соціальна допомога — 28,1 %, науковці, спеціалісти, менеджери — 11,6 %, роздрібна торгівля — 11,1 %.